# كورين مورغان
كورين مورغان (بالإنجليزية: Corinne Morgan)‏ هي مغنية أمريكية، ولدت في 16 فبراير 1876، وتوفيت في 1945.